# 2005 w informatyce
Kalendarium informatyczne 2005 roku
- 8 lutego – Google uruchomiło usługę Google Maps[1].
- 14 lutego – założono serwis internetowy YouTube[1].
- 21 marca – Kim Dotcom uruchomił serwis internetowy Megaupload[1].
- 23 kwietnia – na YouTube przesłano pierwszy film, pt. Me at the zoo[1].
- kwiecień – Apple wydało Spotlight[1].
- 23 czerwca – uruchomiono serwis internetowy Reddit[1].
- 23 lipca – Microsoft ogłosił, że system operacyjny o nazwie kodowej „Longhorn”, otrzymał nazwę Windows Vista[1].
- 10 sierpnia – została wydana przeglądarka internetowa Opera Mini[1].
- 22 września – ukazała się książka The Singularity Is Near: When Humans Transcend Biology (polski tytuł: Nadchodzi osobliwość) Raya Kurzweila, w której zaprezentowano m.in. ideę osobliwości technologicznej[2][3].
- 22 listopada – na rynek trafiła konsola gier wideo Xbox 360 firmy Microsoft[1].
- listopad – Google uruchomił usługę Google Analytics[1].
- Na rynek trafiły pierwsze procesory wielordzeniowe firm Intel i AMD[1].
- Wydano OpenOffice.org 2.0[1].
- Fotograf Jim Krause jako pierwszy użył terminu „selfie”[1].
- Powstał serwis internetowy Dailymotion[1].